# Dicyclodes lissoscia
Dicyclodes lissoscia är en fjärilsart som beskrevs av Turner 1922. Dicyclodes lissoscia ingår i släktet Dicyclodes och familjen mätare. Inga underarter finns listade i Catalogue of Life.